# 宇宙世紀の企業
宇宙世紀の企業（うちゅうせいきのきぎょう）では、ガンダムシリーズのうち宇宙世紀の作品に登場する架空の企業について解説する。
未来の戦争を主軸とする作品の性格上、軍需産業が主体となる。

## 設定の経緯
リアルロボットアニメが確立してから制作された『機動戦士Ζガンダム』（1985年）以降と異なり、『機動戦士ガンダム』（1979年）の設定考証は大まかにしか創られておらず、主役であるロボット、モビルスーツ（MS）は「兵器」として描かれているものの、その開発・製造元までは設定されていなかった。しかし例外的に、MS用ではない銃器メーカーの一部は型番とともに設定され（劇中では言及されていない）、MS用部品メーカーの一部は『機動戦士ガンダム』放映時に設定画と共に公開された「透視図（いわゆる内部図解のこと）」に書かれていたものもある。ただし、いずれも当初は明確に企業名とはされていなかった。
ムック『ガンダムセンチュリー』（1981年）において初めてジオニック社を始めとするジオン公国軍のMSおよびモビルアーマー（MA）の開発・製造メーカーが設定された（なお同誌はスタジオぬえのメンバー等が参加した同人誌『Gun Sight』を母体としているが、こちらにはまだメーカーの設定はない）。これら企業名の一部は後年になってゲームや映像作品の台詞の中などにも登場している。また同誌では対照的に地球連邦軍のMSの開発・製造メーカーは設定されておらず、すべて軍の官立工廠で開発されているように解説されている。
その後、制作スタッフの異なるメカニックデザイン企画『モビルスーツバリエーション』（1983年）でもこれらの設定を引き継ぎ、さらにMSが携行・内装する武器や、航空機などのメーカーが多数設定された。
OVA『機動戦士ガンダム0083 STARDUST MEMORY』の外伝であるCDシネマ『ルンガ沖砲撃戦』（1992年）では、地球連邦軍MS用ビーム・ライフルの型式番号と共に、メーカーとしてブラッシュ社とボウワ社が設定された。これらの設定は初期のマスターグレード（MG）のプラモデル（1995年）の解説書などによってさらに広がりを見せ、MS用部品メーカーも数多く設定されている。
2000年代以降には、漫画『Developers』（2001年）や漫画『アッガイ博士』（2014年）など、MSメーカーやその関連企業を舞台にした外伝作品も発表されている。
『機動戦士Ζガンダム』では巨大な複合企業体であるアナハイム・エレクトロニクス（AE）社が劇中に登場し、単なる企業に留まらず、劇中の各勢力に対して影響を及ぼす組織として描かれている。

## ジオン公国系の企業

### 機動兵器関連（公国系）

#### ジオニック
ZEONIC
『ガンダムセンチュリー』で設定された。当初は英文表記のみ（ZIONIC）であったが、『MSV』で片仮名表記された。その後、英文表記はジオン公国とともに変更された。OVA『機動戦士ガンダム MS IGLOO -1年戦争秘録-』第3話の台詞で企業名が語られ、公式の存在となった。
サイド3に本社を置く軍需複合メーカーで、初期はスペース・コロニー内で運用される戦車や、宇宙作業用ロボットなどの汎用民生重作業機器を手掛ける。ジオン公国国防省が各兵器メーカーに対し命じた、ミノフスキー粒子散布下における新型高性能兵器の開発において人型のZI-XA3を提示、史上初のモビルスーツとして採用される。その後も試作を繰り返し、実戦用MSとしてザクIおよびザクIIを開発、公国軍の主力兵器となる。ほかに陸戦用MSのグフや、公国軍最終量産型MSとなるゲルググが代表的な製品として挙げられる。さらに、火器開発部門ではプロトタイプザク用からザクII用に至る「ザク・マシンガン」も開発・製造している。
一年戦争終結直後、共和国制へ移行したジオンは同社をはじめ国家が保有する技術系企業の株式一斉売却に踏み切る。売却先候補はAE社となるが、軍事技術の独占を危惧した連邦政府は同社の売却を交渉、結果価格は高騰し、双方とも出せるだけの資金を投入しても半分ずつしか売却できずに終わる。この際、同社は互いの開発部門が将来ライバルとなることを見越して、それぞれに重複部分がないように分割したとされる。ただし、技術者の中には終戦の混乱に乗じてアクシズに逃亡した者も多く、のちにネオ・ジオン軍の兵器開発に携わっている。同社の売却によって莫大な資金を得た共和国はこれにより債務を精算し、もっとも早く復興を遂げている。ただし一方で、連邦政府の指導のもと解体されAE社に吸収合併されたとする資料もあり、技術者たちは行政指導以上の強制力で月に連行されたともいわれる。
AE社では第2研究事業部（ジオニック事業部）として、ガンダム開発計画においてガンダム試作2号機の開発を担当している。その後もいくつかのザク・タイプMSのほか、先進開発事業部（クラブ・ワークス）と共同でリック・ディアスの開発をおこなっている。その後はRGM系をはじめとして連邦軍の主力MSのほとんどを手掛けるが、宇宙世紀0111年に開発したMSA-120が次期主力小型MSコンペティションでサナリィのF9に敗れている。また、火器開発部門は0084年にハイザック用のザク・マシンガン改を開発し、翌0085年にはビーム兵器開発部門に統合されている。
スマートフォンゲームアプリ『機動戦士ガンダム U.C. ENGAGE』のイベント「アムロシャアモード」では、デラーズ紛争終結後にクワトロ・バジーナがガンダリウムγを携えて初めてAE社グラナダ支部を訪れた際、その規模を比較して同社は「町工場」だと揶揄してロベルトにたしなめられるが、彼も笑いながら指摘していることをアポリーにたしなめられる。
漫画『機動戦士ガンダム ギレン暗殺計画』では、同社の創業者のひとりであるホト・フィーゼラーが登場する。
トヨタ自動車の2代目オーリス発売中には、同社とトヨタの合弁会社として「ジオニックトヨタ」が設定された。

#### ツィマット
ZIMMAD
『ガンダムセンチュリー』で設定された。当初は英文表記のみであったが、ムック『ガンダム・センチネル』で「ツィマッド」と片仮名表記された（なお、『MSV』では同社の名称は登場しない）。OVA『機動戦士ガンダム MS IGLOO -1年戦争秘録-』第3話の台詞でジオニック社とともに企業名が語られ、公式の存在となったが「ツィマット」と発音され、以降の作品などでも同様に表記されるようになった。
ジオニック社のライバル・メーカーで、局地戦用MSの開発を得意とする。機動兵器の実用化では遅れをとるが、宇宙での高機動性と大推力を重視したMSヅダを開発し、宇宙世紀0075年にジオニック社のザクIとの競合試験に供されるも空中分解事故を起こし、ザクが制式採用されている。その後はザクIIやグフのライセンス生産をしつつ試作機の開発をおこない、ヅダで培った推進器技術を活かしたホバー走行により、地上でのMSの移動速度の問題を解決したドムを開発する。そして、同機の推進器を宇宙用に換装したリック・ドムが、次期主力MS完成までの代替としてジオニック社の高機動型ザクII（R-2型）を退けて採用、量産されている。ほかに、初の量産型水陸両用MSであるゴッグや、マゼラアタックのマゼラ・トップ砲の開発もおこなっている。サブフライトシステムなど、MSの周辺兵装にも実績がある。
一年戦争後期の次期主力MSコンペティションではギャンを提出するもジオニック社のゲルググに敗れるが、後者の推進器は両社の共同開発であるとされる（熱核反応炉も同社の開発とする資料もある）。一年戦争終結後は2つに分かれ、一方は宇宙世紀0080年にAE社に吸収合併されて "AE/ZIM" となり、ガンダム試作2号機のアトミック・バズーカやリック・ディアスのクレイ・バズーカなどを手掛けている。もう一方はジオン共和国の保有するMSの開発や改良、整備などを請け負っている。

#### MIP
『ガンダムセンチュリー』で設定された。その後、『ガンダム・センチネル』で読みが「エム・イー・ペー」とされた。
サイド3開闢以来の老舗で、外宇宙開発を請け負う官製企業であったが、ジオンが公国制になり民営化する。宇宙戦艦の建造や、鉱物小惑星開発でコロニー間シェア大手に成長し、ジオニック社に続いて作業ロボットの分野に参入。特殊環境で活動する人員搭載型ロボットの開発を専門とする。ジオン公国国防省のミノフスキー粒子散布下における新型高性能兵器の開発命令においてMIP-X1を提出し、要求性能を満たすもジオニック社のZI-XA3に汎用性で敗れる。しかし、MIP-X1の宇宙空間における性能は極めて高いためMAとして発展、同社では直系であるビグロやこれをベースにした水中用MAグラブロ、そしてザクレロを開発している。また、ツィマット社とともに公国軍から水陸両用MSの開発が発注され、ズゴックがゴッグと並んで採用されている。
リック・ドム用の試作ビーム・バズーカの開発もおこなっており、ゲルググのビーム・ライフル開発の際には公国軍のMS開発局に一部編入される。残りは一年戦争終結後にAE社の子会社となり、同社に移籍したチームがガンダム試作3号機の開発に携わっている。また、宇宙世紀0083年に同社からガーベラ・テトラ用のビーム・マシンガンの開発を受注している（開発自体はアルバータ社へ）が、翌0084年には同社のビーム兵器開発部門に吸収合併されたとされる。一方で、ギラ・ドーガのビーム・マシンガン（一般兵用）は同社製とされる。

#### スウィネン
ZWINEMN
もともとは個人ウェブサイト「生まれてきてすいません」で1990年代末に創作されたものである。2003年発行の書籍『機動戦士ガンダム公式設定集 アナハイム・ジャーナル』の付録ポスターに「スウィネン」のロゴと、アッガイの開発メーカーとするキャプションが掲載され、2014年から『ガンダムエース』で連載された曽野由大の漫画『アッガイ博士』ではその設定が全面的に取り入れられた。
ジオニック社員で黎明期のMS開発に携わったヨハン・スウィネンが、巨大人型重機メーカーを有志とともに買収して立ち上げたベンチャー企業。「夢を形に」をキーワードに、レジャーボート「ツナ・ジェット」の開発・生産・販売を手掛ける。小惑星基地や月面のパラテラフォーミング用に開発した大型土木工作機が公国軍の目に留まり、破格の待遇でジオニック社の傘下に入る。その後、ジオニックからの発注という形でプロトタイプアッガイの開発をおこなう。

### パーツ製造関連（公国系）
ZAS
『ガンダムセンチュリー』で設定された。
エンジン・メーカーで、MS-04やザクI、ザクIIの熱核融合炉を開発・製造している。
エビヤン (EBIYAN)
書籍『MS IGLOO グラフィックファイル』で設定された。英文表記のみであり、片仮名表記は便宜的なものである。
水陸両用装輪偵察警戒車ヴィーゼルのコンバット・タイヤを製造している。
オスカログ精工
MG『ザクII S型』付属説明書で設定された。
医療機器メーカーで、ザクII S型のマニピュレーターのセンサー・ユニットの開発の際に技術提供をおこなったといわれる。
カノム精機 (KHANOM)
MG『ザクII F/J型』付属説明書で設定された。
光学機器メーカーで、宇宙世紀0031年創業。0030年代後半に「モノアイ」の原型となる機動重機用カメラ・システムの開発に貢献、0073年にはモノアイ・システムの開発に参画し、光学装置を開発・製造する。また、ザク強行偵察型のカメラガンや、ザクI・スナイパータイプのライフルの精密照準器も製造している。
一年戦争終結後はアナハイム・グループに参加し、同グループの光学機器メーカーの中核として活躍する。
グラモニカ (GRAMONICA)
MG『ザクII S型』付属説明書で設定された。
西暦1895年にルドルフ・アナスチグマートが創業した伝統的レンズ・メーカーで、カメラや光学ディスクのピックアップを製造している。本社はバーデンビュルテンブルグ州にあるが、宇宙世紀以降は生産拠点を月やコロニーに移し、宇宙艦艇用の特殊ガラスなどの分野で大きなシェアを得る。宇宙世紀0040年代にはサイド3に最大規模の生産工場を建造し、ジオニック社の依頼でモノアイ・システムのメイン・フレームを開発・製造。MIP社にも部材を供給している。
一年戦争終結後は社名を「グラモニカ精工 (GRAMONICA FEIN INSTRUMENT)」と改め、AE社傘下の家電ブランド（カムコーダーやカメラ）となるが、本社機能や軍需部門は独立を堅持している。
フェリペ (FELIPE)
MG『ザクII F/J型』付属説明書で設定された。
モノアイ・システムのセンサー部を開発・製造している。
ホシオカ (HOSIOKA / HOSHIOKA)
漫画『Developers 機動戦士ガンダム Before One Year War』に登場。
サイド3で作業機器の組み立てをおこなう中小企業。社長はゲンザブロウ・ホシオカ。ジオニック社の発注を受け、試作型MS-04 2機の製造をおこなう。その後、技術力の高さを買われて正式なMS部品メーカーとして迎え入れられ、ザクIの開発に貢献する。
また社長令嬢ミオン・ホシオカによるシミュレーター操縦のデータが、後に設立される教導機動大隊のエグザンプル・データとして使用される事となる。
『ガンダムエース』2023年9月号掲載の後日譚「Project.ex 潜入！ホシオカの秘密」によれば、一年戦争勃発前にジオニック社の公式工場から外されており、このため戦後にAE社による買収をまぬがれている。0082年にはトルロ社の協力会社となり、プチ・モビルスーツ（プチモビ）の開発を開始する。

### ビーム兵器関連（公国系）
アルバート (ALBERT)
『MSV』で設定された。「アルバータ」と表記されることもある。
小規模なベンチャー企業的技術集団であるが、公国軍初のMS携行用ビーム兵器の実用化に成功している。ゲルググ用のツイン・ビーム・ソード（ビーム・ナギナタ）のほか、ビーム・ライフルの完成にも貢献し、アクト・ザク用のものも開発している。
宇宙世紀0082年にはガルバルディβ用のビーム・ライフルを製造、翌0083年にはAE社およびボウワ社に技術提供をおこない、MIP社の依頼でガーベラ・テトラ用のビーム・マシンガンも開発している。その後AE社に買収されて子会社となり、ガブスレイなどのフェダーイン・ライフルや、サザビーのビーム・ショット・ライフルを開発・製造している。
ウェポン・システム (WEAPON SYSTEM)
書籍『MSVコレクションファイル【宇宙編】』で設定された。
ゲルググの兵装を担当し、ビーム兵器の手配をおこなっている。
キア (KIA)
『MSV』で設定され、『データガンダム』で明確に企業名とされた。
ゴッグの腹部ビーム砲やジオングの腕部5連装ビーム砲を開発・製造している。
コーダ (CODA)
『ホビージャパン』別冊『GUNDAM WEAPONS U.C.0080』で設定された。
ラインメタル社から拡散メガ粒子砲の開発を引き継ぎ、ザクレロに搭載される。
ラインメタル (LINE METAL)
『GUNDAM WEAPONS U.C.0080』で設定された。
艦砲などの開発・生産をおこない、拡散メガ粒子砲の開発にも携わっている。

### 実体弾兵器関連（公国系）
MMP
OVA『機動戦士ガンダム0083 STARDUST MEMORY』で設定された（設定画に記載されているが、劇中では言及されていない）。『データガンダム』で明確に企業名とされ、読みも「エム・エム・ペー」とされた。
後期ザク・マシンガンやMS用マシンガンを開発・製造している。
エール (YELL)
ゲームブック『機動戦士ガンダムΖΖ〈2〉 ヘルメス夢幻』で設定され、『データガンダム』で明確に企業名とされた。
MS用の長距離ライフルを扱う。T556対MS280ミリライフル、通称「ドラゴンスレイヤー」で知られる。
ズックス (ZUX)
『U.C. ARMS GALLERY 01』で設定された。当初は英文表記のみで、片仮名表記は『データガンダム』による。
ケンプファーのショットガンを開発・製造している。
ハニーウォール&ライセオン (Honeywall & Riosen, H&L)
マスターグレード (MG) 『ザクII S型』付属説明書で略称が設定された。『データガンダム』で正式名称が付けられ、明確に企業名とされた。
MS用バズーカで有名。ザク・バズーカやドムのジャイアント・バズを開発・製造している。
フォルクス・アルメーエン・ラボラートリウム (VAL)
MG『ドム』付属説明書で略称が設定された。『データガンダム』で正式名称が付けられ、明確に企業名とされた。
ドム・トローペンのラケーテン・バズなど、地上用MSのロケット・バズーカを開発・製造している。
ブラウニー (BROWNIE)
『MSV』で設定され、『データガンダム』で明確に企業名とされた。
ザク・マリンタイプ用の4連装ロケット弾ポッドなどMS用ロケット弾を手掛ける。
ブリッツ (BLITZ)
『MSV』で設定された。
ザク・デザートタイプなどのMS用内蔵バルカン砲を手掛ける。
ラッツリバー (RATRIVER)
『MSV』で設定され、『データガンダム』で明確に企業名とされた。
ザク・デザートタイプ用ミサイル・ポッドなど、MS用のミサイルおよびミサイル・ポッドを手掛ける。

### 銃器関連（公国系）
ヴァルタ (WALTA)
OVA『機動戦士ガンダム0080 ポケットの中の戦争』で設定された（劇中では言及されていない）。書籍『MS IGLOOグラフィックファイル』で明確に企業とされた。
ナバン62式に次いでP08 (P08-M) およびPPが公国軍制式拳銃として採用されている。
スマルツァ (SMARZA)
『U.C.HARD GRAPH サイクロプス隊セット』で設定され、『データガンダム』で明確に企業名とされた。
公国軍制式マシンピストル（機関銃）MP-71を開発・製造している。
タイガ (TAIGA)
アニメ『機動戦士ガンダム』で設定され（設定画に記載されているが（ただし「ダイガ」と表記）、劇中では言及されていない。日本サンライズ発行の『機動戦士ガンダム・記録全集2』では「タイガー」と表記）、『データガンダム』で明確に企業名とされた。
公国軍制式無反動ライフル70-Rを開発・製造している。
ナバン (NAVAN)
『機動戦士ガンダム』で設定され（設定画に記載されているが、劇中では言及されていない）、『データガンダム』で明確に企業名とされた。『機動戦士ガンダム MSイグルー2 重力戦線』で英文表記およびロゴ（ホルスターの刻印）が設定された。
公国軍制式拳銃62式 (P-62M) を開発・製造している。
マズラ (MAGELLA)
『U.C.HARD GRAPH ジオン公国軍 機動偵察セット』で設定され、『データガンダム』で明確に企業名とされた。
機関銃MG74およびMG74/S（ショート・バレルでワッパや車両に取り付けるタイプ）を開発・製造している。

### 一般企業（公国系）
B.M.C.
『U.C.HARD GRAPH ランバ・ラル独立遊撃隊セット』で設定された。通称は「ベンク」。
自動車製造で名を成しており、その製造で培ったシャフト・ドライブ方式を採用した同社初のバイクZ78/2（ランバ・ラル隊のゼイガンが搭乗）が公国軍用として一定数導入されている。
コード・ロジカル
漫画『機動戦士ガンダム ギレン暗殺計画』に登場。
ジオニック系列の企業。PDAや携帯電話向けのモバイル汎用OS "Harmony" を開発。データベース構築アプリケーションも提供している。
ジオナイト
雑誌『B-CLUB』の連載記事「宇宙世紀小monoグラフ」に登場。
アタッシュケースの製造メーカーで、ザクの基本フレームと同じ材質の「ジオ・ジェラルミン」の削り出しで作られた耐荷重100トンの製品は宇宙世紀0150年代にも製造が続けられている。
プリンシパリティ・ボイシズ (PRINCEPARITY VOICES)
漫画『ギレン暗殺計画』に登場。英文表記のみ確認でき、片仮名表記は便宜的なものである。
公国制移行と同時にギレン・ザビが作ったとされる公国発行の新聞社。
ルナ・ライン (LUNAR LINE)
漫画・アニメ『機動戦士ガンダム THE ORIGIN』に登場。
地球-コロニー間を往来するシャトルを運航する民間航宙会社のひとつ。

## 地球連邦系の企業

### 航空機関連

#### ハービック
HERVIC / HERBICK
『MSV』で設定された。ゲーム『機動戦士ガンダム ギレンの野望 ジオン独立戦争記』にも登場する。
旧世紀以来の老舗の航空機メーカーだが、戦闘機については地球連邦統合後の経験が浅く、軍部からは比較的冒険度の高い実験機の要請が多い。フラットマウス、セイバーフィッシュ、トリアーエズ、フライダーツ、TINコッド、そして変形してMSのコックピットとなるコア・ファイターを開発する。
一年戦争終結後は、戦闘の主役がMSに移行したことから戦闘機の発注が激減して経営難におちいるが、その技術資産を惜しむAE社と提携して「ガンダム開発計画」に参画、GPシリーズのコア・ファイターの開発にも貢献する。そのまま宇宙世紀0082年6月にAE社に吸収合併され「AEハービック」となり、AE社の航空機部門の主要スタッフとなる。フォン・ブラウン市にあり、代表取締役はトビー・バックランド。
映画『機動戦士ガンダムNT』の脚本ノベライズ版では、主人公ヨナ・バシュタの父親が同社の研究員で、コロニー内における無重力状態での画期的な航空技術を開発した功績を認められたことにより、宇宙世紀0075年にサイド6から地球（シドニー）への移住を許可され、地球連邦軍から航空徽章を授与されたと言及されている。映画本編でヨナ、リタ、ミシェルがそれぞれ持ち歩いている友情の証のペンダントは、この「父親の形見の航空徽章」を3人で分かち合ったものである。

#### その他（連邦系航空機関連）
ヴィックウェリントン（VIC WELLINGTON）
『MSV』で設定された。ゲーム『ギレンの野望 ジオン独立戦争記』では「ウェリントン」として登場する。
ハービックとともに連邦軍の二大軍事メーカーとされ、航宙機を開発しているとされるが、開発機種については言及されていない。また、一年戦争時の連邦軍のMS生産の主力受注先であり、戦後もジム系MSの生産と性能向上をおこなっているとする資料も見られる。

### パーツ製造関連（連邦系）

#### タキム重工
TAKIM HEAVY INDUSTRIES
「透視図」が初出で、書籍『ENTERTAINMENT BIBLE(EB) SPECIALガンダム大鑑』で「タキム発動機 (TAKIMU MOTOR)」とされ、その後パーフェクトグレード『ガンダムMk-II』付属説明書で「タキム重工」とされた。
船舶や車両・航空機のエンジン・メーカーで、核融合炉の開発部門も傘下に擁する。連邦軍の委託により、V作戦MSおよびコア・ファイターの熱核融合炉のほか、MS用の各種アクチェーター、ビーム発振器などの開発をおこなう。一年戦争終結後も地上用MSの小型スラスターなど、連邦製MSの内装やパーツを多数開発・製造している。また、ハイザックのジェネレーターも政治的理由により予定されていたAE社から同社製のものに変更され、ティターンズのガンダムMk-II開発の際には同社のトップ・エンジニアが技術士官として招聘されている。さらに、ジェガンの製造にも携わっている。

#### サムソニ・シム
SAMSONY-C.I.M
「透視図」が初出で、MG『ガンダム2号機』付属説明書で明確に企業名とされた。正式名称は「サムソニ・シム発動機 (SAMSONY-C.I.M MOTOR)」。
西暦1955年創業のバイク・モーターボート・メーカー。当時のブランドは「サムソニ」で統一され、親会社は楽器やオーディオ製品でも高い評価を得ている。旧世紀末期の大幅なコンピューター導入を機に、楽器、オーディオ、バイク部門以外を「サムソニ・シム」と社名変更し、産業用ロボットやソーラーパネルの製造に業務を拡大。宇宙世紀以降は重電重工部門に進出、2輪エレカから中型の宇宙艇までの生産におよぶ。
宇宙世紀0070年代には「V作戦」に参画し、連邦軍と共同でMSの関節部の駆動モーター（フィールドモーター）を開発。以降、連邦系MS用の超小型高出力アクチュエーターなどの主要供給企業となり、ジェガンの製造にも携わっている。代表取締役はアンティル・L・リヴァーキャニオン。

#### スーズ
SUZE
「透視図」が初出で、MG『ガンダム2号機』付属説明書で明確に企業名とされた。
連邦軍のV作戦MSの頭部アンテナや、ジムの側頭部に内蔵されている無段方位アンテナなど、連邦製MSのアンテナ製造をおもな業務とする。一方で、公国軍のザクIIの頭頂部に内蔵されている全方位アンテナ（いわゆるブレード・アンテナ（角飾り）ではない）も同社製とされる。
一年戦争終結後はレース用のプチ・モビルスーツ（プチモビ）の開発・製造もおこなっている。

#### マツム・ソニック
MATHUM SONIC
「透視図」が初出。当初は「マツム」であったが、『EB SPECIALガンダム大鑑』で「マツム・ソニック」とされ、明確に企業名とされた。
家電・AVメーカー。一年戦争以降はガンダムに搭載されている通信・音響システムや、顎部の聴音機をはじめ、連邦系MSのモニターや通信装置も開発・製造している。

#### その他（連邦系パーツ製造関連）
B.O.K.D.A技術研究所 (B.O.K.D.A TERCHNICAL LABO)
2003年にバンダイミュージアムに開設された「モビルスーツ・ミュージアム」（宇宙世紀0100年1月2日に開館したという設定）の公式プログラムで設定された。日本語表記は『データガンダム』による。
ガンダムのA・Bパーツとコア・ファイターの接合部に設置されるリニア・ベルトの開発に携わった企業のひとつ。
ウッドランドシャーシ (WOOD LAND CHASSIS)
「モビルスーツ・ミュージアム」公式プログラムで設定された。日本語表記は『データガンダム』による。
ガンダムのランドセルの開発に携わった企業のひとつ。
エービン (ABINE)
CDシネマ『機動戦士ガンダム0083 ルンガ沖砲撃戦』で設定された。
メガ粒子砲などに使用されるレーザー発振制御機器を開発・製造している。メガ粒子砲の制振装置であるスタビライザーなど、おもに宇宙艦艇の主砲クラスの大出力砲に使用するパーツを生産している。
ケベックオンテック (QUEBEC ON-TECH)
MG『ガンダムNT-1』付属説明書で設定された。
もともとはAE社の化成工業部門のひとつであったが、宇宙世紀0043年にグループ企業として分離、0054年に完全独立する。各種粘着テープや接着剤、絶縁体、隔壁充填剤などを開発・製造し、コロニー公社などをおもな取引先としている。一年戦争時にはガンダムNT-1の新規の部品調達に参与しており、ジム系MSのOEM生産を請け負っていたともいわれる。また、オーガスタのスタッフが開発したガンダムNT-1用の球形コックピットを同社の技師が仕上げたといわれる。代表取締役はシン・ゼポー。
コロラドサーボ (COROLADO SERVO)
MG『ガンダムNT-1』付属説明書で設定された。
家電用サーボモーターなどの開発・製造をおこなう。AE社が創業時に自社部品の主要部分を委託し、以降も多種多様な民生品の動力装置として同社のデバイス供給を受けている。一年戦争時にはガンダムNT-1の新規の部品調達に参与しており、ジム系MSのOEM生産を請け負っていたともいわれる。宇宙世紀0026年創業、代表取締役はヘンリー・キャナルボート。
サム&サンズ・モーティブ (SAM & SONS MOTIVE)
「モビルスーツ・ミュージアム」公式プログラムで設定された。「サム&ソンズ・モーティブ」とも表記される。
汎用リニアモーターの製造メーカーで、初めてMS用フィールドモーターの開発に成功したとされる。
"SS-SIM109" といった製品名から「サムソニ・シム・モーター」の通称で呼ばれ、これら製品が連邦軍MSの標準仕様として採用されたことから、社名そのものも「サムソニ・シム」に変更したともいわれる。
スターフィールド造船 (STAR FIELD SPACESHIP BUILD)
「モビルスーツ・ミュージアム」公式プログラムで設定された。日本語表記は『データガンダム』による。
ガンダムのランドセルの開発に携わった企業のひとつ。
立川電磁工業 (TATEKAWA ELECTROMAGNETIC INDUSTRIES)
「モビルスーツ・ミュージアム」公式プログラムで設定された。
リニア・ベルトの開発に携わった企業のひとつ。
ニッコル光器
小説版『機動戦士ガンダム』に名称のみ登場。
ペガサス・J（ホワイトベース・タイプの2番艦）のメガ粒子砲の望遠レンズの製造メーカー。ムサイのものより長射程を誇る。
ハイウェル重工業 (HIGH WELL HEAVY INDUSTRY)
「モビルスーツ・ミュージアム」公式プログラムで設定された。日本語表記は『データガンダム』によるが、「ハイ・ウェル重工」とも表記される。
コア・ファイターの小型熱核融合炉や、ガンダムの脚部の小型ガス・インパクト・モーターの開発に携わっている。タキム発動機が開発した実用型の超小型熱核反応炉の製品化をおこなったともいわれる。
パインケープケミカルズ (PINECAPE CHEMICALS)
「モビルスーツ・ミュージアム」公式プログラムで設定された。日本語表記は『データガンダム』による。
ガンダムのランドセルの開発に携わった企業のひとつ。
ファーダゲール (FADEGEL)
「モビルスーツ・ミュージアム」公式プログラムで設定された。「フェードゲル」と表記されることもある。
耐宇宙塵用衝撃緩衝材の専門メーカーで、スペースコロニーの基本構造体や宇宙艦船の外板や装甲内側に使用される数百種類の衝撃緩衝材を開発・製造している。ガンダムの機体構造部と装甲の間や、手首衝撃吸収部などにも同社の特殊衝撃緩衝材である高分子プレートが使用されている。また、ジム系列用のシールドも製造している。
プレートテクニクス (PLATE TECHNICS)
「モビルスーツ・ミュージアム」公式プログラムで設定された。日本語表記は『データガンダム』によるが、「プレート・テクニクス」と中黒が入る場合もある。
ガンダムの基本フレームの開発に携わった企業のひとつ。
プレーンメタル (PLANE METAL)
「モビルスーツ・ミュージアム」公式プログラムで設定された。日本語表記は『データガンダム』によるが、「プレーン金属」とも表記される。
ガンダムの基本フレームの開発に携わった企業のひとつ。
八洲軽金属 (YASHIMA LIGHT METALS)
「モビルスーツ・ミュージアム」公式プログラムで設定された。
ヤシマ重工の関連企業で、ガンダムの基本フレームの開発に携わった企業のひとつ。

### ビーム兵器関連（連邦系）

#### ブラッシュ
BRASH / BLASH
CDシネマ『機動戦士ガンダム0083 ルンガ沖砲撃戦』で設定された。
メガ粒子砲の製造メーカーだが、町工場規模であるともいわれる。MS用のビーム・ライフルを初めて開発するが、火力の面ではボウワ社の次に甘んじている。ガンダムおよび陸戦型ガンダム用のものが有名（ただし後者の照準センサーはボウワ社製）。ガンダムNT-1用のビーム・サーベルも手掛けている。また、実弾兵器であるハイパー・バズーカも開発・製造している。
一年戦争終結後はAE社に買収されて「AEブラッシュ」となり、ガンダム開発計画機用の大型ビーム・ライフルの試作をおこなっている。また、ガンダムMk-IIのビーム・ライフルの開発にボウワ社とともに携わったとも言われる。フォン・ブラウン市にあり、代表取締役はモルカ・マリアッカ。

#### ボウワ
BOWA / BAUVA
CDシネマ『機動戦士ガンダム0083 ルンガ沖砲撃戦』で設定された。
一年戦争以前から連邦軍向けのメガ粒子砲を製造しており、その実績を買われV作戦に参画する。メガ粒子砲の小型化に際し、エネルギーCAPシステムの理論確立に大きく貢献し、連邦軍のビーム兵器開発において主導的な役割を果たす。制式採用はブラッシュ社に出遅れるものの、ガンキャノンのビーム・ライフルやジムのビーム・スプレーガン、ジム・スナイパーカスタムのスナイパー・ビーム・ライフルなどを開発・製造している。一年戦争後はAE社と懇意になり、同社製造のMS用ビーム・ライフルを一手に担う。

#### その他（連邦系ビーム兵器関連）
フッド (FOOD)
CDシネマ『機動戦士ガンダム0083 ルンガ沖砲撃戦』で設定された。
連邦軍艦に搭載されるメガ粒子砲の開発・製造をおこなう。

### 実体弾兵器関連（連邦系）

#### ヤシマ重工
YASHIMA HEAVY INDUSTRIAL, YHI
ガンダムF90の設定が初出。『機動戦士ガンダム 公式百科事典 GUNDAM OFFICIALS』ではヤシマ家とは直接の関係はないとされるが、『データガンダム』ではヤシマカンパニーなどとともにミライの祖父が中心となって運営されるヤシマ財閥の傘下企業としている。
日本に本社を置く国際企業。マゼラン級戦艦をはじめとする宇宙艦艇の建造、ドックの建設からスペース・グライダー、リニア・カーの生産などもおこなう。
一年戦争時には、同社が提唱する「MS用可搬型兵器構想」にもとづき、陸戦型ガンダムの100ミリマシンガンや180ミリキャノン砲を開発している。同機のロケット・ランチャーやミサイル・ランチャーも同社製である。ビーム兵器への移行の流れに乗り遅れた同社は、以前からの連邦陸軍中枢部との人脈を利用してなかば強引に計画を推進し、MS用携行兵器産業のトップ・サプライヤーへの返り咲きを狙うが、果たせずに終わる。
一年戦争終結後は宇宙用艦艇の推進機の開発・製造をおもな業務としている。また、金属中に発生させたミノフスキー立方格子に沿って異種結晶化結合を成長させるマイクロ・ハニカム技術を開発し、ガンダムF90の装甲材に使用されている。
『機動戦士ガンダム THE ORIGIN』のメカニックデザイン企画『Mobile Suit Discovery (MSD)』では「八洲重工」と表記され、各種兵器の開発で実績をもつとされる。同社の100ミリマシンガン（『MSD』では「MS用マシンガン」）は連邦軍だけでなく、ジオン公国軍のMSも使用している。

#### その他（連邦系実体弾兵器関連）
トト・カニンガム (TOTO CUNNINGHAM / TOTO KANNINGAM)
「モビルスーツ・ミュージアム」公式プログラムで設定された。初出時は「TOTOカニンガム」と表記されていた。
連邦系MSの標準装備である頭部バルカン砲の製造メーカー。初代ガンダムやガンダム試作1号機のほか、ユニコーンガンダムのものも同社製であるとする資料もある。
ノーフォーク産業 (NORFORK INDASTRIAL, NFHI)
MG『ガンダムNT-1』付属説明書で設定された。
ガンダムNT-1の新規の部品調達に参与しており、ジム系MSのOEM生産を請け負っていたともいわれる。また、ガンダムNT-1用ビーム・ライフルの集束装置とハウジングを担当している（ビーム発振器はボウワ社製）。ジム寒冷地仕様の初期導入時に少数配備された90ミリマシンガンの開発や、ヤシマ重工製の100ミリマシンガンのライセンス生産もおこなっている。また、ジム・コマンドなどのシールドも開発・製造している。
一年戦争終結後の主業務は建築、リフォーム、家電、住宅設備の販売・保守点検・リースなどであるが、新事業の通信販売の健康食品などが話題となり、AEグループの数社が業務用のディスペンサーをリースしている。宇宙世紀0053年創業、代表取締役はコウ・エイプ。
ピーツ (PIETZ)
『MSV』で設定され、『データガンダム』で明確に企業名とされた。
マングースをはじめとする航空機用のロケット弾などを製造している。
フランツ (FRANZ)
書籍『マスターアーカイブ モビルスーツ ジム』で設定された。
ジム・スナイパーII用に少数生産されたスナイパー・ライフルを開発している。
ホリフィールド・ファクトリー・ウェポンズ (HOLLYFIELD FACTORY WEAPONS, HFW)
『MG ジム・カスタム』付属説明書で略称が設定された。『U.C.ARMS GALLERY 03』で正式名称が付けられ、明確に企業名とされた。
ヤシマ重工と双璧をなす名門兵器メーカー。一年戦争末期にジム・コマンドなどのジム・マシンガンやジム・ライフルを開発・製造している。主力がビーム兵器に移行する中でも実体弾兵器にこだわり続けて業績不振を招き、宇宙世紀0095年にAE社に買収されたといわれるが、以降も「ホリフィールド製作所 (HOLLYFIELD FACTORY)」として存続しており、計測器メーカーとして幅広い分野を手掛けている。標準規格の検出や検証、計測において汎地球圏的に認められており、AE社製品の信頼性を保証する第三者機関としても機能している。宇宙世紀0025年創業、代表取締役はミャービフ・ホリフィールド。
ボルン工業 (BORN INDUSTRIES)
漫画『機動戦士ガンダム 赤い三巨星』に登場。ヤシマ重工系の部品を製造する街工場。社長は24歳のバルン・ボルンで、ほかは小柄な老人ばかりである。連邦軍第17独立機械化混成部隊のMS、ガンダムRR（リレイジ）とジムRR（レッズ）の改修に協力し、独自のバイザーや武装などを製作する。

### 銃器関連（連邦系）
キャルト (CALT)
OVA『機動戦士ガンダム0080 ポケットの中の戦争』で設定された（劇中では言及されない）。当初は英文表記のみであり、『データガンダム』で片仮名表記されるとともに明確に企業名とされた。「カルト」と表記する文献もある。
連邦軍の制式銃器メーカー。制式アサルトライフルM72A1やM71式拳銃を開発・製造している。

### 一般企業（連邦系）

#### ペルガミノ造船
『機動戦士ガンダム』に登場。名称や詳細は小説版『機動戦士ガンダムUC』による。
ペルガミノ一族が経営し、一年戦争時に艦艇修理業で財を成す。サイド6に多数の浮きドックを擁し、連邦とジオンの双方を顧客とする（本記事では便宜上、連邦系に分類する）。劇中（第33話）ではカムラン・ブルームの依頼によりホワイトベースの修理を請け負うが、使用予定の浮きドックがコンスコン機動部隊の攻撃を受ける。

#### ヤシマカンパニー
YASHIMA COMPANY
漫画・アニメ『機動戦士ガンダム THE ORIGIN』に登場。「YASHIMAカンパニー」や「ヤシマ産業（「カンパニー」とルビ）」とも表記される。
宇宙移民時代に財をなした巨大企業グループ。軍需産業で成功するが、戦争を嫌うシュウ・ヤシマ（ミライの父）がCEOに就任し、宇宙世紀0071年頃からコロニー開発など民生中心に方針転換する。テキサス・コロニーを所有し、サイド7のコロニー建設も受注しており、同サイドへの宇宙貨客船も運航している。

#### その他（連邦系一般企業）
SUN
書籍『機動戦士ガンダム MS回顧録』に登場。
ペット・ロボット「ハロ」の開発・製造メーカー。一年戦争終結後には、アムロ・レイがカスタマイズした個体を逆ライセンスしている。
エア・ユナ (AIR UNA)
『ポケットの中の戦争』に登場。サイド6コロニー「リボー」の宇宙港のロビーに看板がある（第1話・第5話）。片仮名表記は『アナハイム・ジャーナル』による。
航空会社で、地球・月・コロニー間の航路のほとんどにシャトルを就航している。
エムアイ
小説版『ポケットの中の戦争』に登場。
運輸会社で、アルの父であるイームズ・イズルハが勤務している。
カミーグ・リゾート (KAMIGE RESORT)
漫画『機動戦士ムーンガンダム』に登場。
世界中で遊園地を経営しているとされる。サイド建設のための前線基地として建造された島1号型コロニー「バナール1」を買い取り、丸ごと遊園地にする予定であったが、恒久的な使用が不可能であるとの政治的判断によりくつがえされ、数千億規模の多額な損失をこうむる。しかし数年に渡る裁判の末、最終的に損失のほとんどを取り戻す。のちに、件のコロニーは「ムーンムーン」となる。
デイリー・サンライズ
小説版『ポケットの中の戦争』に登場。
サイド6コロニー「リボー」にある新聞社。
フェデレーション・ポスト
漫画『ギレン暗殺計画』に登場。
連邦系の新聞社。ジオンが共和国の時代に経営され、一年戦争時にはなくなっている。
リモーター (REMOTER)
『ポケットの中の戦争』で設定され（劇中では言及されない）、『週刊ガンダム・ファクトファイル』で明確に企業名とされた。英文表記のみであり、片仮名表記は便宜上のものである。
エレカ（電気自動車）・メーカーで、旧世紀のヨーロッパ風デザインを取り入れることで知られる。"FEENA 330i"（バーニィとアルが搭乗）が有名。

## 一年戦争後の企業
設立・創業時期ではなく、おもに一年戦争終結以降の経営が確認できる企業について解説する。

### 複合企業体・総合商社

#### アナハイム・エレクトロニクス
アニメ『機動戦士Ζガンダム』が初出。一年戦争後に台頭する巨大複合企業体。

#### ブッホ・コンツェルン
小説版『機動戦士ガンダムF91』が初出。ロナ家が経営する複合企業体。

#### ルオ商会
LUIO & Co.
アニメ『機動戦士Ζガンダム』および劇場アニメ『機動戦士ガンダムNT』に登場。漢字では「羅商会」と書く（『Ζ』第17話より）。
ニューホンコンを拠点とする総合商社。地球ではビスト財団と勢力を二分する大財閥ともいわれ、衝突したこともあったという。シャトルのチケットの販売や、宇宙世紀0087年のグリプス戦役時には反地球連邦組織カラバへ物資の補給などの援助をおこなう。政治的な発言力も強く、連邦政府議員にも息のかかった者がいる。会長はルオ・ウーミンで、娘（劇場版では義娘）のステファニー・ルオが名代を務める。
グリプス戦役時にティターンズによって多大な被害を受けたニューホンコンの復興に尽力し、宇宙世紀0097年時にもその権力を維持している。

#### その他（商社）
GSREX商会
スマートフォンゲームアプリ『機動戦士ガンダム U.C. ENGAGE』で設定された。
サイド2の新興商社とされる（設立年代は不明）。ジャンクから作成したハンドメイドのミドルMS、「ボール・ボーイ」（ボールに手足を付けたような外観）および「ザック・ポッド」をホビー用に販売するが、武装をほどこしてテロリストが運用するケースが発生。製造を中止するが、要望があったマニア向けに少数を再生産したともいわれる。
ゲモン商会
スマートフォンゲームアプリ『機動戦士ガンダム U.C. ENGAGE』で設定された。
ボール・ボーイとザック・ポッドの設定にて言及されているサイド1の商社で、製作した機体がゲゼである事から、ゲモン・バジャックが設立に関わっていると思われるが詳細は不明。

### 機動兵器関連（一年戦争後）
アクシズ（企業） (AXIS)
ゲーム『SDガンダム GGENERATION』に登場するギャン改の設定の中に登場。「アクシズ社」と表記される。
一年戦争終結後にジオン公国軍残党が集まって作ったメーカーで、さまざまな技術が集約されている。R・ジャジャを開発・製造している。
カムダック (KHAM DUC)
ゲームブック『機動戦士ガンダムΖΖ〈3〉 エニグマ始動』で設定された。
AE社の提携企業。ネオ・ジオン（アクシズ）に協力し、バウを開発・製造したとされる。
ヘクタ・ドナ (HECTA DONA)
ゲームブック『機動戦士ガンダムΖΖ〈3〉 エニグマ始動』で設定された。
ネオ・ジオン（アクシズ）に協力し、ガザ系の機体やザクIII、ドライセンを開発・製造したとされる。また、旧ジオニック社のMSの生産もおこなったといわれる。
ラウ・カンパニー (LAU COMPANY)
漫画『機動戦士ガンダム エコール・デュ・シエル』に登場。
地球に本社を置く軍需メーカー。一年戦争後に連邦軍に協力し、ティターンズと懇意にしているが、宇宙世紀0087年に宇宙での生産拠点のひとつ「ルオイーコロニー」で組み立て中のMAダーグウェを手土産にエゥーゴへ寝返ろうとする。専務は経営者の婿養子で、ニュータイプの発見と育成を目的とする「委員会」のメンバーでもあるアルパ・ラウ。
ランデッガー重工 (RANDEGGER HEAVY INDUSTRIES)
漫画『機動戦士ガンダムF90 ファステストフォーミュラ』に登場。
警護用プチMSのギガシィやミドルMSの名機ホルスの開発・製造をおこなっているが、宇宙世紀0112年には秘密裏に水中用可変MAカルハリウスやMSティグリスといった機動兵器も開発している。CEOはオイエル・ランデッガー。

### パーツ製造関連（一年戦争後）
イオタ工業
『アナハイム・ジャーナル』に登場。
月のフォン・ブラウン市にある従業員30名にも満たない企業だが、MSに必要不可欠な伸縮性オプチカル・ファイバー・ケーブルのシェアの60パーセントを占めている。社長はケネス・イオタ。
トルロ（TOLRO）
『アナハイム・ジャーナル』付属ポスターで設定された。
車両や船舶・航宙機のダンパーなどを開発・製造しており、流体制御や空圧・油圧制御の技術においては業界トップとされる。レース用や作業用のプチモビの製造もおこなっており、宇宙世紀0096年頃に800型（通称「トロハチ」）を開発している。
「Project.ex 潜入！ホシオカの秘密」によれば、0082年からホシオカ社の協力をあおぎ、新規事業としてプチモビの開発に参画している。
ノクトン・セラミック
漫画『エコール・デュ・シエル』に登場。正式名称は小説版『エコール・デュ・シエル 天空の少女』により、漫画作中では単に「ノクトン社」と呼称される。
古くはダッカでポットの断熱素材を製造し、旧世紀の第二次世界大戦前後と一年戦争においては軍需メーカーとして財をなしている。宇宙世紀0085年時は月に拠点を構え、宇宙船やMSの外装部品を製造するが、教習用MSのジム・カナールやジム・カンヌは同社を中心に連邦軍との共同プロジェクトが組まれている（実際には開発費を負担したに過ぎないともいわれる）。社長はエリシアの父であるクラウス・ノクトンだが、0085年末に事故で死亡。MS開発部門がAE社に移り、ル・シーニュやジェモといったMSSナンバーの機体を手掛けている。
ミグレン (MIGREN)
小説版『機動戦士ガンダム0083』に台詞でのみ登場。
オートバランサーを開発・製造している。ガンダム試作1号機をはじめ、MSのバランサーなどではシェアを独占している。レース用プチモビの開発・製造もおこなっている。
モンテレー電子 (MONTERRY ELECTRONICS)
『アナハイム・ジャーナル』付属ポスターで設定された。
メキシコのコアウイラ州にあるモンテレー鉄鋼から分社し、0059年に設立された企業。月のグラナダにあり、代表取締役はマックス・アイランド。コロニーや月面都市の電気設備のほとんどの建設・管理・維持をおこなっている。CPUの製造などにおいてAE社と提携関係にあるが、独自の周辺デバイスが競合商品となることもある。また、ジェガンの製造にも携わっている。
ロックウェイ
小説版『ガンダムF91』に登場。
装甲材の開発をおこなう、連邦軍の下請け企業。サイド1コロニー「ヘルンガット」にあり、シーブックの父であるレズリー・アノーがブラッドリー宇宙建設工業以前に勤務している。

### 一般企業（一年戦争後）
B・W・インダストリアル
雑誌『B-CLUB』の連載記事「宇宙世紀小monoグラフ」に登場。
1人用軽モーター・グライダー「ホモ・アビス」の、宇宙世紀0150年代における新進気鋭メーカー。"BWI" とも略される。「フライヤー86J」および「86D」が代表的。
アナレックス
「宇宙世紀小monoグラフ」に登場。
AE社系列のバッグ・メーカーで、製品がティターンズの装備品として制式採用されている。
オーサック・テクニカル
「宇宙世紀小monoグラフ」に登場。
ノーマルスーツで宇宙空間を移動するための「エアガン」を開発・製造している。代表的な製品は、連邦軍も制式採用しているEM-28、通称「Uフィット」。
ガーベイ・エンタープライズ (GARVEY ENTERPRISE)
小説版『機動戦士ガンダムUC』および漫画版『機動戦士ガンダムUC バンデシネ』に登場。
サハラ地区で太陽光発電所およびその熱を利用した廃棄物処理場を経営する大企業。会長はマハディ・ガーベイ。宇宙世紀0096年に、秘密裏にMAシャンブロを建造する。
アニメ版『UC』にも設定上は存在する。一年戦争以前に発電の新進企業として設立され、秘密裏にジオン公国の資金源として活動をおこなう。政財界にまで影響をおよぼすほどの力を得ており、戦後もネオ・ジオンをはじめとする残党組織への援助を続けるが、0090年にシャンブロの製造計画を立ち上げた直後にマハディが何者かによって暗殺される（地球連邦政府の政治的意図が含まれているとされる）。
蟹無論酒造
雑誌『ガンダムエース』2024年2月号掲載の特別読み切り漫画「おひとり様のナナイさん」（原作：築地俊彦、漫画：竹宮さとし）に登場。0091年にナナイ・ミゲルが愛飲する安価な紙パック甲類焼酎「月のたま」を製造販売している。所在地はサイド6コロニー「パルダ」。
サンドージュ (SANDHOGE)
『機動戦士Vガンダム』第23・24話に登場。
コロニー公社の下請けのひとつで、サイド2コロニー「アメリア」の管理を請け負う。宇宙世紀0153年に重役のズブロフ・シモネフが、自社開発し社名を冠したモビル・ワーカー、サンドージュを売り込むために搭乗しベスパに協力、リガ・ミリティア所属のヴィクトリーガンダムを2度も苦しめる。
ブラッドリー宇宙建設工業
小説版『ガンダムF91』に登場。
コロニー公社の下請け企業。コロニー「フロンティアIV」の建設工事をおこなう。レズリー・アノーが勤務している。
マクダニエル (MACDANIEL / McDANIEL HANBURGERS)
『機動戦士Ζガンダム』第8話に登場。
月とコロニーを中心に展開するハンバーガー・チェーンで、提携牧場で飼育する牛を使用したハンバーガーは高い人気を誇るとされる。アンマンのイースタン通りにある店舗がエゥーゴの作戦会議場として使用され、ジャブロー降下作戦が決定される。その際、ヘンケン・ベッケナーは同社の制服を着用している。
モノトーン・マウス (MONOTONE MOUSE)
漫画『ダブルフェイク アンダー・ザ・ガンダム』に登場。単に「モノトーン社」と呼ばれることが多い。
旧ナティック調査開発研究所から独立し、AE社の子会社のひとつとなる。ゼロ気圧作業専門の建設会社で、おもにコロニー公社の下請けでコロニーの建設・修繕をおこなう。開発部にはAE社からスピンオフが流れてきており、作業用MS Dガンダムやザクヘッドを開発・製造している。
ダリー・ニエル・ガンズが0085年に入社。0090年、彼のチームがテキサス・コロニーの修繕作業中に武装集団「カラード」のテロ攻撃に巻き込まれる。
0091年1月にカラード襲撃時の母艦であった連邦軍のファクトリー・ベース艦「アラハス」のスタッフを引き抜き、AE社との資本提携を解消し独立。コロニー再開発のほか、0093年3月に再編されたサナリィのMS開発をサポートする立場にもなる。コロニー公社に配備される、ジム・コマンドをベースとするスターク・ジムの改装も担当している。
『ダブルフェイク』の単行本巻末収録の短編「アルマリア」（宇宙世紀0179年が舞台）には「モノトーン輸送」が登場。エドガー・アクセル・ガンズが操縦する輸送艦が「公国軍」に拘束される。
ロンバルディア
『アナハイム・ジャーナル』で設定された。
航空機開発の大手とされ、民間用の宇宙往還シャトルを開発・製造している。

## 公社
宇宙世紀の公社には、特定の政府が保有するものと、どこの政府にも与しないNGO（非政府組織）であるものの2種類がある。

### コロニー公社
Colony Pubric Corporation
アニメ『機動戦士Ζガンダム』が初出。
スペース・コロニーの生命維持システムを操作するために創設された地球連邦政府の管轄下にある組織。旧世紀の宇宙島建設企業連合体や、旧国連の隕石迎撃計画である「スターバスター・プロジェクト」を母体として誕生した、人類史上最大の組織である。正式名称は「コロニー管理公社」で、一年戦争時までは「コロニー管理省」という名称であった。
半官半民の組織であり、上層部は役人であるが現場では初期のコロニー建設で活躍した技術者を中核とする。集光ミラーの調節、空気の管理、水の循環など、業務はすべてに対して優先される。宇宙においては絶対的な立場にあり、一年戦争時においても条約で保証され、決して攻撃されることはない。それゆえ発言力も強く、政策や軍の作戦行動に口を挟むことも少なくない。組織の性格上、中立的立場にあることを強く求められるが、宇宙世紀0110年4月にブッホ・コンツェルンの縁者であるエンゲイスト・ロナが本公社の副総裁となり、その後1期のみであるが総裁も務めており、ブッホ（ロナ）家による浸透を許している。
OVA『機動戦士ガンダム0083 STARDUST MEMORY』では、宇宙世紀0083年11月10日にデラーズ・フリートのシーマ艦隊がコロニー・ジャックをおこなう際に、移送中のコロニーに随伴する公社の監視船4隻を撃沈している。
軍備の保有は、スペースノイドを支配する独裁者の誕生を意味しかねないために厳しく戒められており、活動の際には連邦軍や民間軍事会社の警備が付く。ただし「シャアの反乱」以後、飛来する隕石やスペースデブリからコロニーを防衛するための手段としてスターク・ジムが配備されている。
なお、ジオン公国の「コロニー管理省」は完全に国営化されているが、業務内容はまったく同じである。

### 宇宙引越公社
Public Corporation of Space Transport, PCST
アニメ『機動戦士Vガンダム』に登場。
宇宙へ移民した民間人の財産や、歴史的な遺跡を宇宙へ運ぶことを業務とする。地球連邦政府が宇宙移民を積極的に奨励するために宇宙世紀0016年に設立した「フロンティア開発移民局」を母体とし、0030年に「宇宙引越し事業団」として民営化、0034年に政府によってNGOとして再編される。
地球連邦政府は、宇宙移民の際の地球離脱の重量軽減策として家財道具の持ち出しを極度に制限する替わりに、地球に残した個人的財産のすべてを持ち主に戻す契約を交わしている。その実施に当たって宇宙移民者の経済的負担を軽減するため、NGOの一環に組み入れられる。全人類的な遺産をはじめ、国家・民族・個人の占有物・建築物など、「財産」の概念に相当するあらゆる物資の宇宙への搬送を業務とする。その性質上、組織および施設は絶対的に中立であり、あらゆる組織の干渉を受け付けず、ジオン公国でさえ接収を控えている。
アーティ・ジブラルタルに同社のヨーロッパ総局があり、シャトルを宇宙に射出するためのマス・ドライバーが設置されている。ウッソの両親であるハンゲルグ・エヴィンとミューラ・ミゲルがリガ・ミリティア参加以前に勤務している。0153年4月18日、ベスパのイエロージャケットが前代未聞の武力制圧を開始、リガ・ミリティアの迎撃によって撤退するが、マス・ドライバーに損傷を受ける。この間も、局長のマンデラ・スーンは両軍に対して中立を貫いている。

### 木星船団
連邦系の木星船団としては、『機動戦士Ζガンダム』が初出。書籍『データコレクション』シリーズ掲載の宇宙世紀年表やゲーム『ギレンの野望 ジオン独立戦争記』では「木星開発事業団」と記載されている。公社であるかどうかは明確ではないが、漫画『機動戦士ガンダムF90 ファステストフォーミュラ』では、0116年時の台詞で「木星開発公団」という名称も見られる。
核融合燃料であるヘリウム3を採取・運搬するため、木星と地球圏の間を往復する。西暦2026年より活動を開始したNGOである「木星エネルギー船団」が再編され、宇宙世紀0010年に木星開発事業団が発足する。非常にリスクの高い航行であることから護送船団方式が採られ、ある程度官僚的な采配がおこなわれるようになり、その重要性の高さから連邦政府および連邦軍幕僚会議の管轄下に置かれる。連邦軍はヘリウム3を宇宙艦艇やMSの動力源としているため、惑星間ヘリウム輸送船の建造や、人員の派遣をおこなっているが、これら以外の関与は地球圏における護衛に留まっており、内部監査や査察といった事業団への干渉になりかねない行為は禁止されている。このため、本事業団は内部に権力機構をもつ中立性の高い組織となっている。
0084年9月に規模縮小による大量リストラがおこなわれ、AE社が救済措置としてAEIプラントエンジニアリングに新部門を設立している。
超巨大輸送艦ジュピトリスの艦長であるパプテマス・シロッコをはじめ、ジュドー・アーシタやルー・ルカ、ザンスカール帝国宰相となるフォンセ・カガチなどが船団に参加している。
ジオン公国も、独自に木星エネルギー船団を編成。0070年に出発した第1次船団は0074年に帰還するが、機械トラブルにより難破した船もあり、多数の船で乗務員の精神錯乱も報告される。ヘリウム3の安定供給を必要とする公国は、船団数の増加と念入りな乗員訓練をおこない、順次船団を発進させる計画を立てる。シャリア・ブルは船団の隊長を務めた人物とされる。一年戦争時には、南極条約で木星からの資源輸送路が不可侵とされている。一年戦争終結後は、ネオ・ジオンの船団として活動を続けたともいわれる。
漫画『機動戦士クロスボーン・ガンダム』では、0100年以降の木星圏にコロニーが建造され、これらは表向きは「公社」であるとされるが（実態は軍事独裁国家「木星帝国（ジュピター・エンパイア）」）、木星開発事業団および木星船団との関係については語られていない。

### その他公社
M&Y公社
MG『ザクII S型』付属説明書で設定された。
ミノフフキー・イヨネスコ型熱核反応炉の開発、および核融合技術の発展を推進するため、サイド3が宇宙世紀0047年に設立した半官半民の組織。0045年に設立されたミノフスキー物理学会を前身とする。ジオニック社と共同でザクII（F・J・S型）の熱核反応炉を開発・製造する。
太陽発電公社
『機動戦士Vガンダム』に登場。劇中では単に「公社」と呼ばれており、正式名称は『EB ザンスカール戦争編〈上〉』によるが、「太陽電池公社」とする資料もある。
静止衛星軌道上に設置されている太陽発電衛星を運営するNGOで、あらゆる政府組織の干渉を受けず、発電衛星自体も中立地帯である。
宇宙世紀0153年に、アジア地区の送電に使用される太陽発電衛星「ハイランド」（地球の電力消費量の減少にともない数年前に閉鎖されるが、メンテナンスや稼働状態維持のため数名の職員が家族とともに駐在している）をベスパが攻撃衛星基地「カイラス・ギリー」の動力源とするために職員の子供達を人質にとるが、リガ・ミリティアによって奪還され、逆にハイランドのマイクロウェーブ発振装置でベスパの将兵に頭痛や腹痛を起こさせ、カイラス・ギリー攻略の糸口に利用される。
遺跡調査保存公社
漫画『機動戦士ガンダムF90 ファステストフォーミュラ』の関連企画「月刊モビルマシーン」に名称のみ登場。0110年代に開発されたと推定されるジムIIIエウリュアレの建造元のひとつとして有力視されているが、おもな業務内容については明言されていない。